# Jill Evans
Jill Evans (ur. 8 maja 1959 w Rhondda w Walii) – brytyjska i walijska polityk, była przewodnicząca partii Plaid Cymru, posłanka do Parlamentu Europejskiego V, VI, VII, VIII i IX kadencji.

## Życiorys
Ukończyła studia licencjackie i magisterskie z zakresu języka walijskiego. Była działaczką Krajowej Federacji Instytutów Kobiet oraz organizacji CHILD, wspierającej osoby bezpłodne. W latach 90. zasiadała w samorządzie.
W latach 1994–1996 była przewodniczącą Plaid Cymru, w 2003 objęła funkcję wiceprzewodniczącej tego ugrupowania. Została również przewodniczącą CND Cymru (Campaign for Nuclear Disarmament), walijskiego oddziału organizacji działającej na rzecz rozbrojenia nuklearnego.
W 1999 uzyskała mandat deputowanej do Parlamentu Europejskiego. W 2004, 2009, 2014 i 2019 z powodzeniem ubiegała się o reelekcję. Została członkinią frakcji zielonych i regionalistów, a także m.in. Komisji Ochrony Środowiska Naturalnego, Zdrowia Publicznego i Bezpieczeństwa Żywności.